# 克勞克冰川
克勞克冰川（英語：Krank Glacier），是南極洲的冰川，位於沙克爾頓海岸，處於伊麗莎白女王嶺地區，全長9公里，最終在麥克貝恩山以南注入赫爾姆冰川，現時由南極條約體系管理。